# Иттихад Аль Шурта
«Иттиха́д Аль Шу́рта» (рус.  «Союз полиции») — египетский футбольный клуб из города Каир, выступающий в Египетской Премьер-лиге.

## История выступлений
| Сезон   | Дивизион     | Место        | Кубок |
| ------- | ------------ | ------------ | ----- |
| 2005/06 |              |              |       |
| 2006/07 |              |              |       |
| 2007/08 | 1ª           |              |       |
| 2008/09 | Премьер-Лига | 9-е          |       |
| 2009/10 | Премьер-Лига | 4-е          |       |
| 2010/11 | Премьер-Лига | 4-е          |       |
| 2011/12 | Премьер-Лига | 5-е (незак.) |       |
| 2012/13 | Премьер-Лига |              |       |

## Достижения
- Обладатель Кубка Египта (6): 1926, 1936, 1948, 1963, 1973, 1976

## Известные игроки
- Талаат Юссеф[англ.]